# Бейсайд (Мельбурн)

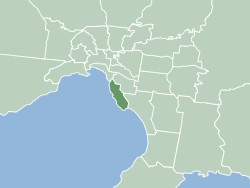
Карта Мельбурна с выделением Бейсайда

Городская территория Бейсайд — район местного самоуправления в штате Виктория, Австралия, расположенный в южном пригороде Мельбурна. Занимает территорию 36 квадратных километров. По переписи 2006 года население Бейсайда составляло 87 936 человек.

## История

### Городская территория Брайтон
В 1858 году, после получения двух петиций, Правительство образовало муниципалитет Брайтон. Брайтон был объявлен боро в 1863 году, поселком в 1887 году и городом в 1919 году.

### Городская территория Сэндринхэм
Округ Мураббин Роад был образован в 1862 году и стал графством Мураббин в 1871 году. В 1917 году из части Южного и Западного районов графства было образовано боро Сэдринхэм, а тремя годами позднее на основе части Южного района и района Челтенхэм было образовано боро Ментон и Мордайаллок. Эти два боро были преобразованы в посёлок Сэдринхэм и посёлок Ментон и Мордайаллок в 1919 и 1923 годах соответственно. Посёлок Сэдринхэм стал городской территорией Сэдринхэм в 1923 году.

### Городская территория Мураббин
Создан как округ 16 мая 1862 года и стал графством в январе 1871 года. Часть графства была присоединена к посёлку Брайтон в 1912 году, ещё часть была выделена в 1917 году. Боро Ментон и Мордайаллок было создано в 1920 году, разделено в 1929 году и объявлено городской территорией в 1934 году.

### Городская территория Мордайоллок
Образована в качестве боро Ментон и Мордайаллок путём выделения из графства Мураббин в мае 1920 года. Ещё одна часть графства была присоединена к боро в 1921 году. Получила статус посёлка в 1923 году и переименована в посёлок Мордайаллок в апреле 1923 года. Объявлена городской территорией 5 мая 1926 года.

### Городская территория Бейсайд
14 декабря 1994 года было создано новое муниципальное образование — городская территория Бейсайд, — в которую вошли бывшая городская территория Брайтон, бывшая городская территория Сэндринхэм, часть бывшей городской территории Мордайоллок на западе от Чармэн Роад и часть бывшей городской территории Мураббин между железной дорогой и Чармэн Роад.
В 2008 году Бейсайд занял восьмое место из 590 австралийских районов местного самоуправления по индексу качества жизни банка БанкВест.

## Районы Бейсайда
- Биюмарис
- Блэк Рок
- Брайтон
- Восточный Брайтон
- Челтенхэм
- Хэмптон
- Восточный Хэмптон
- Хайетт
- Сэндрингхэм

## Города-побратимы
Бейсайд установил отношения со следующими городами-побратимами:
- Биумарис, Уэльс
- боро Кингс Линн и Западный Норфолк, Англия
- Сикси, Китай
- Назарет, США
- Палав-лес-Флот, Франция
- Сан-Марино
- Сельско-городская территория Хоршем, Австралия